# سیارک ۲۰۰۸۴
سیارک ۲۰۰۸۴ (به انگلیسی: 20084 Buckmaster، نامگذاری:1994GU9) بیست هزار و هشتاد و چهارمین سیارک کشف شده‌است که در ۶ آوریل ۱۹۹۴ کشف شد.
قدر مطلق سیارک برابر ۲۱٫۴ است.